# Michael Leitch
Michael Geoffrey Leitch (* 7. října 1988 Christchurch, Nový Zéland) je ragbista hrající za japonský klub Toshiba Brave Lubus Tokyo a za japonskou reprezentaci. Jeho preferované pozice jsou vazač a rváček. V roce 2012, 2013, 2016 a 2018 byl vybrán do nejlepší sestavy roku japonské ligy. V sezoně 2023/24 se jako kapitán svého klubu stal vítězem japonské ligy.   
Ve svých patnácti letech odešel z Nového Zélandu studovat na střední školu do Sappora. Občanem Japonska se stal v roce 2013.
Za Japonsko poprvé hrál v roce 2008 proti USA. V dubnu 2009 položil proti Kazachstánu první reprezentační pětku. Zúčastnil se MS 2011 až MS 2023. Při historicky prvním vítězství nad Jihoafrickou republikou na MS 2015 byl kapitánem své země. Na příštím světovém šampionátu byl kapitánem Japonska při historicky prvním vítězství nad Skotskem a při prvním čtvrtfinále na MS v ragby v japonské historii.